# Otto de Habsbourg-Lorraine
Pour les articles homonymes, voir Otto de Habsbourg-Lorraine (homonymie).
Titres
Prétendant aux trônes d’Autriche et de Hongrie
1er avril 1922 – 1er janvier 2007
(84 ans et 9 mois)
Prince impérial d'Autriche-Hongrie
21 novembre 1916 – 12 novembre 1918
(1 an, 11 mois et 22 jours)
Signature
Otto (ou Othon) de Habsbourg-Lorraine (en allemand : Otto von Habsburg-Lothringen, en hongrois : Habsburg–Lotaringiai Ottó), archiduc d'Autriche, prince royal de Hongrie et de Bohême, est né le 20 novembre 1912 à Reichenau an der Rax et mort le 4 juillet 2011 à Pöcking, en Bavière (Allemagne). Fils aîné de Charles Ier, dernier empereur d'Autriche et dernier roi de Hongrie et de Bohême, il était le chef de la maison de Habsbourg-Lorraine (branche aînée de la maison de Lorraine) et prétendant aux trônes d'Autriche et de Hongrie sous le nom d'Othon Ier. Descendant et héritier des ducs de Lorraine et de Bar, il portait le titre de courtoisie de duc de Bar.
Il est appelé Otto Habsburg-Lothringen en Autriche et Habsburg Ottó en Hongrie, l'usage des titres des Habsbourg n'étant pas reconnu dans ces deux pays.
Il était président du Comité international pour le français langue européenne, du Mouvement pan-européen (1973–2004) et député au Parlement européen (1979 – 1999).
En janvier 2007, il renonce à son rôle de chef de la famille impériale et c'est son fils aîné, l'archiduc Charles de Habsbourg-Lorraine, qui lui succède sous le nom de « Charles II ».

## Le prince impérial

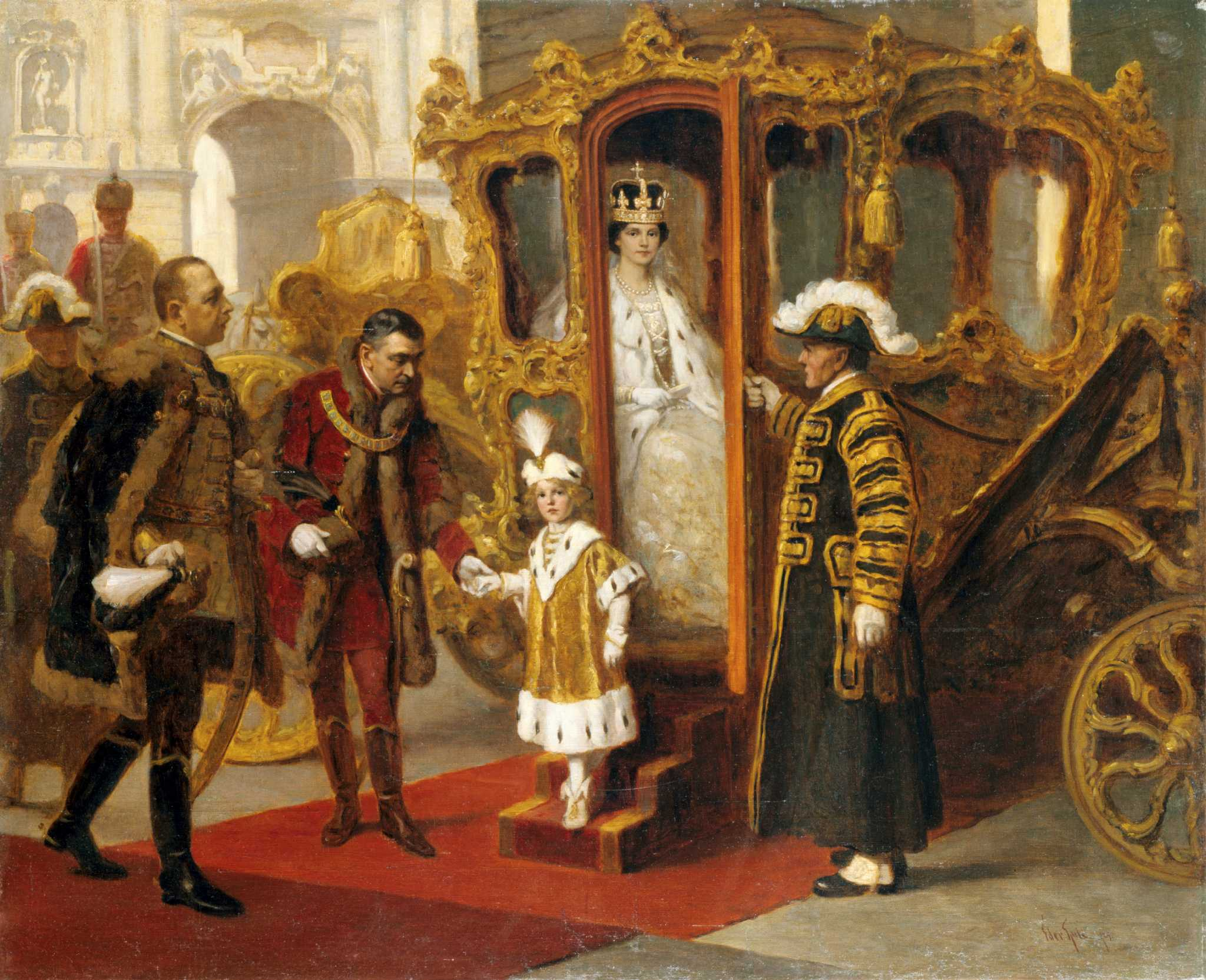
Arrivée de l'archiduc Otto à Budapest lors du couronnement de ses parents le 30 décembre 1916.

En novembre 1916, à la mort de son grand-oncle l'empereur François-Joseph, le père d'Otto (Charles Ier) monte sur le trône et l'enfant devient héritier de l'empire d'Autriche et des royaumes de Hongrie et de Bohême.
En 1918, avec la défaite de l'empire austro-hongrois, Charles Ier renonce à toute forme de participation au gouvernement sans abdiquer formellement face aux troubles populaires et révolutionnaires. Les trois monarchies sont abolies : l'Autriche, la Hongrie et la Bohême sont proclamées républiques et la famille impériale doit s'exiler.
Par la loi d'exil dite « Loi de Habsbourg » (Habsburgergesetz du 3 avril 1919), le Parlement autrichien bannit officiellement les Habsbourg-Lorraine et récupère leurs propriétés. Après deux vaines tentatives du roi Charles pour reprendre son trône, en mars et octobre 1921, la Hongrie, bien que se déclarant une monarchie, rétablit le caractère électif de la couronne de Hongrie le 6 novembre 1921. De la sorte, Otto se déclare ou se fait déclarer, par ses partisans, prétendant aux trônes d'Autriche et de Hongrie.
La famille impériale se réfugie à Madère, où le jeune empereur et roi meurt prématurément d’une pneumonie[réf. nécessaire] à l'âge de 34 ans, le 1er avril 1922. Otto hérite des prétentions de son père sur les différents trônes qu'il a occupés jusqu'en 1918.

## Le prétendant au trône

### Entre-deux-guerres
Après le décès de son père, l'archiduc Otto vit dans différents pays : l'Espagne (invité par le roi Alphonse XIII à s'installer dans la commune de Lekeitio dans le Pays basque), la France, la Belgique en 1929 où, après des études secondaires à l'abbaye bénédictine de Clervaux, il fréquente l'université catholique de Louvain et y obtient en 1935 un doctorat en sciences politiques et sociales, le Canada (au Québec) en 1940, les États-Unis (New York).

### Seconde Guerre mondiale
Otto de Habsbourg-Lorraine doit en 1940, avec sa famille, fuir la Belgique, puis la France, au début de l'offensive d'Hitler, qui le déteste car Otto de Habsbourg s'est publiquement opposé à l'Anschluss en 1938.
Grâce au consul portugais à Bordeaux, Aristides de Sousa Mendes, les Habsbourg-Lorraine obtiennent des visas pour passer la frontière franco-espagnole et ensuite quitter l'Europe pour les États-Unis ; ils s'installent à Washington où le prince voit fréquemment le président Roosevelt, nouant des relations amicales avec lui.

### La vocation européenne
Après la Seconde Guerre mondiale, Otto vit en exil entre la Bavière, la France et une résidence au Pays basque espagnol.

À partir de 1954, il s'installe dans une confortable villa de Pöcking dans le Land de Bavière, sa femme Regina s'y occupant de l'éducation de leurs enfants car lui est trop absorbé dans ses voyages à travers l'Europe.

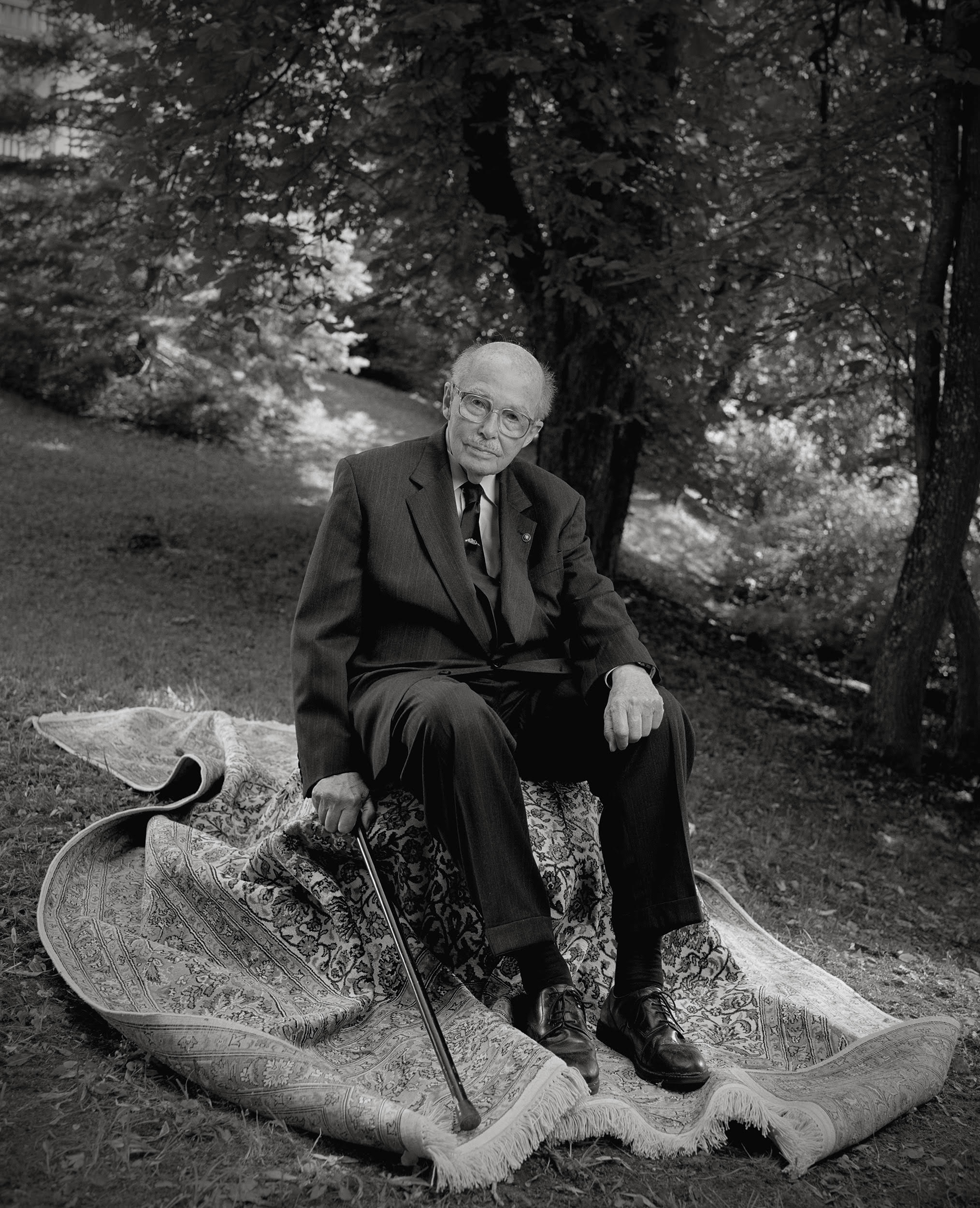
Portrait de Otto de Habsbourg-Lorraine par Oliver Mark en 2006.

En 1961, il renonce officiellement à ses prétentions sur le trône d'Autriche au profit de la construction d'une Europe forte, unie et chrétienne, mais il n'est autorisé à revenir dans son pays natal qu'en 1966 sous le nom de « Dr Habsbourg Lorraine ». Otto de Habsbourg est naturalisé ouest-allemand en 1978 sous le nom d'« Otto Habsburg-Lothringen ».
Membre de la Ligue anti-communiste mondiale, il fait partie du comité de parrainage du Cercle renaissance, une organisation similaire française.
Partisan de l'unité européenne, il est député au Parlement européen de 1979 à 1999, représentant du Land allemand de Bavière au sein de la formation conservatrice CSU. Doyen d'âge, il préside par deux fois la séance inaugurale du Parlement européen. Il fonde, avec un groupe de députés européens favorables à l'apprentissage de la langue française, le GEDULF, qui fait la promotion du français comme langue de référence de l'Europe ; il conteste à l'anglais cette place, au nom de la spécificité et de l'indépendance européenne par rapport aux États-Unis.
Début 1989, il récupère la nationalité hongroise ; il est reçu à Budapest qui vient de remettre en place la statue de l'impératrice Élisabeth. Comme il parle le hongrois et vient souvent dans le pays, ses partisans lui proposent d'être candidat à la présidence de la République, mais il refuse. Le 3 avril, il assiste dans l'église du roi Matthias à Budapest à une messe de requiem célébrée par le cardinal-primat de Hongrie, à la mémoire de sa mère, l'impératrice Zita, dernière reine de Hongrie.
En août, son parti, le Mouvement pan-européen organise, près de Sopron, un vaste pique-nique, à l'occasion duquel plus de cinq cents Allemands de l'Est, en jogging, forcent la frontière austro-hongroise, pour se réfugier à l'Ouest.
Il est membre de la Société du Mont-Pèlerin et participe à l'écriture d'un livre en hommage à l'économiste de l'école autrichienne d'économie, Ludwig von Mises.
Otto von Habsburg a été l'un des premiers critiques du président russe Poutine. Dans une interview au journal Die Welt en 2002 et dans deux discours en 2003 et 2005, il a mis en garde au sujet de Poutine comme une "menace internationale", disant qu'il était "cruel et oppressif" et un "technocrate glacial".
Invité par le groupe conservateur (ÖVP) au Parlement autrichien, le 10 mars 2008, à l'occasion de la commémoration de l'Anschluss 70 ans après les faits, il déclenche une polémique en déclarant que l'Autriche a été le principal pays victime de la Seconde Guerre mondiale, en estimant que le 15 mars 1938, lors de l'entrée d'Hitler sur la Heldenplatz, il n'y avait que 60 000 personnes, affluence comparable à celle d'« un match de football le week-end », alors que les historiens estiment cette foule à 250 000. Ses déclarations relancent le débat sur le rapport des Autrichiens à leur passé pendant la Seconde Guerre mondiale.

## Mort et funérailles

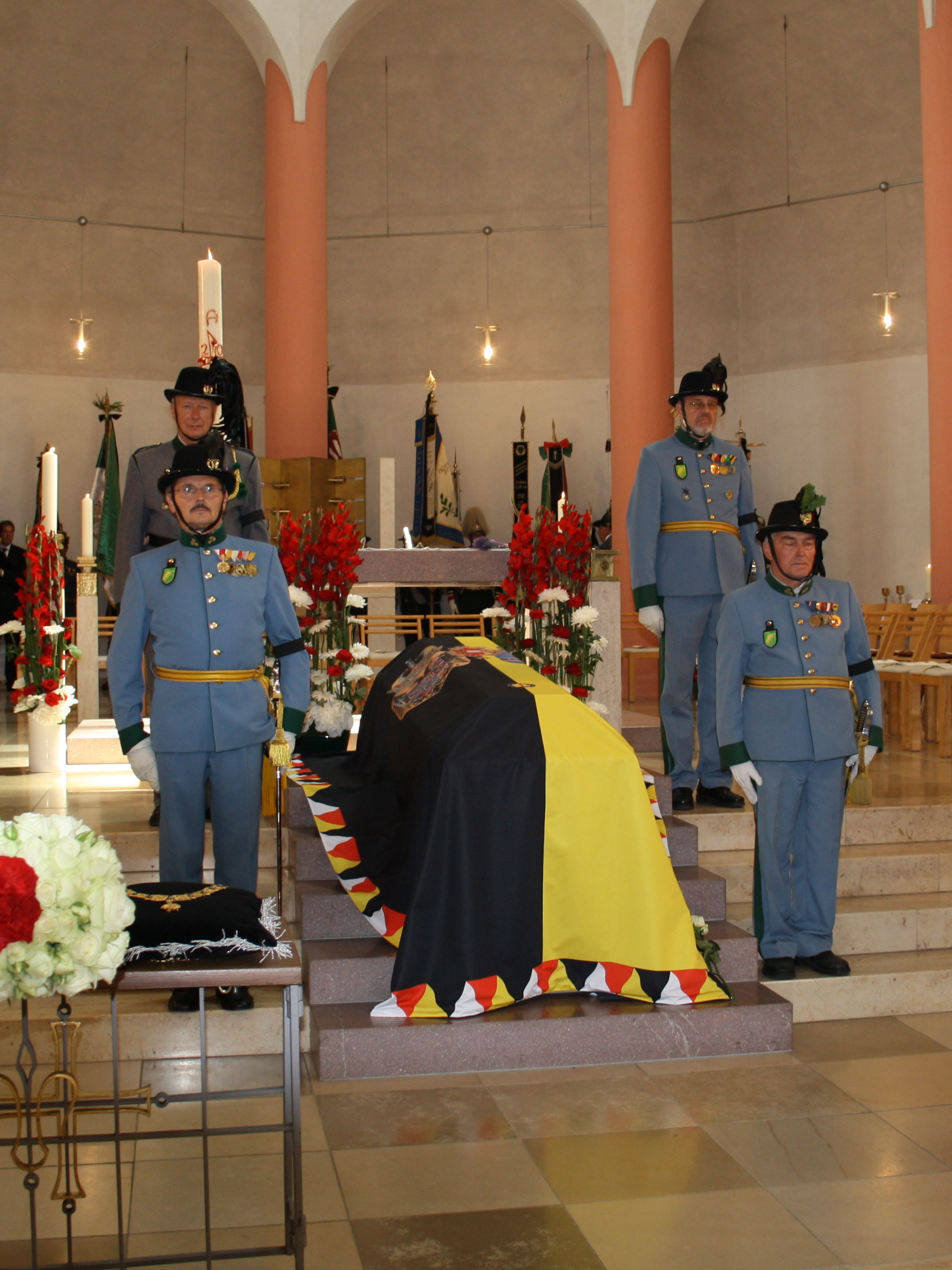
Otto de Habsbourg-Lorraine dans son cercueil recouvert de l'étendard des Habsbourg, à Pöcking. Les gardes d'honneur sont habillés en uniformes austro-hongrois.

Otto de Habsbourg-Lorraine meurt le 4 juillet 2011, à son domicile de Pöcking en Bavière. Selon sa famille, il s'est « endormi paisiblement ».
Le 5 juillet, son corps est mis en bière dans l'église Saint-Ulrich près de son domicile. Des commémorations, s'étalant sur 13 jours, sont organisées dans plusieurs pays qui faisaient partie de l'Autriche-Hongrie. Le cercueil d'Otto est recouvert du drapeau de la maison de Habsbourg-Lorraine décoré avec les manteaux impériaux et royaux de l'Autriche et de la Hongrie.
Six messes de requiem se succèdent en mémoire de l'archiduc :
1. le 9 juillet, à la chapelle Saint-Ulrich de Pöcking, célébrée par l'évêque d'Augsbourg, Mgr Konrad Zdarsa ;
2. le 9 juillet, en l'église Saint-François des Cordeliers de Nancy, lieu de sépulture des membres de la maison de Lorraine,
3. le 11 juillet, à l'église des Théatins à Munich  célébrée par le cardinal-archevêque de Munich, Mgr Reinhard Marx, où une lettre de condoléances du pape Benoît XVI a été lue[24] ;
4. le 13 juillet, à la basilique de Mariazell  célébrée par l'évêque de Graz, Mgr Egon Kapellari. La basilique est le lieu du  plus important lieu de pèlerinage de l'Autriche ;
5. le 16 juillet, à la cathédrale Saint-Étienne de Vienne  célébrée par le cardinal-archevêque de Vienne, Mgr Christoph Schönborn — de nombreuses personnalités sont attendues à cette messe de requiem, parmi lesquelles le roi Charles XVI Gustave de Suède, le grand-duc Henri de Luxembourg et le prince Hans-Adam II de Liechtenstein — cette messe est suivie d'un cortège funèbre à travers l'Innere Stadt avant la mise au tombeau de l'archiduc (à l'exception de son cœur) dans la crypte des Capucins, aux côtés de son épouse décédée en 2010 ;
6. le 17 juillet, à la basilique Saint-Étienne de Budapest concélébrée par le cardinal-archevêque, Mgr László Paskai, et plusieurs évêques hongrois, suivi de l'inhumation du cœur de l'archiduc à l'abbaye de Pannonhalma.

## Otto et la Lorraine
Otto de Habsbourg demeure très attaché à la Lorraine, sentimentalement et symboliquement. Cet attachement passe par la conservation du nom de « Lorraine » à la suite de son nom « de Habsbourg », et par des visites régulières en Lorraine (notamment à Nancy pour son mariage, ses noces d'or et pour la restauration du château de Lunéville). Il porte par ailleurs le titre de duc de Bar.
Le 9 juillet 2011, une messe de requiem, célébrée en l'église des Cordeliers de Nancy par les prêtres de l'Oratoire Saint-Philippe Néri, a rassemblé 350 personnes.

## Famille

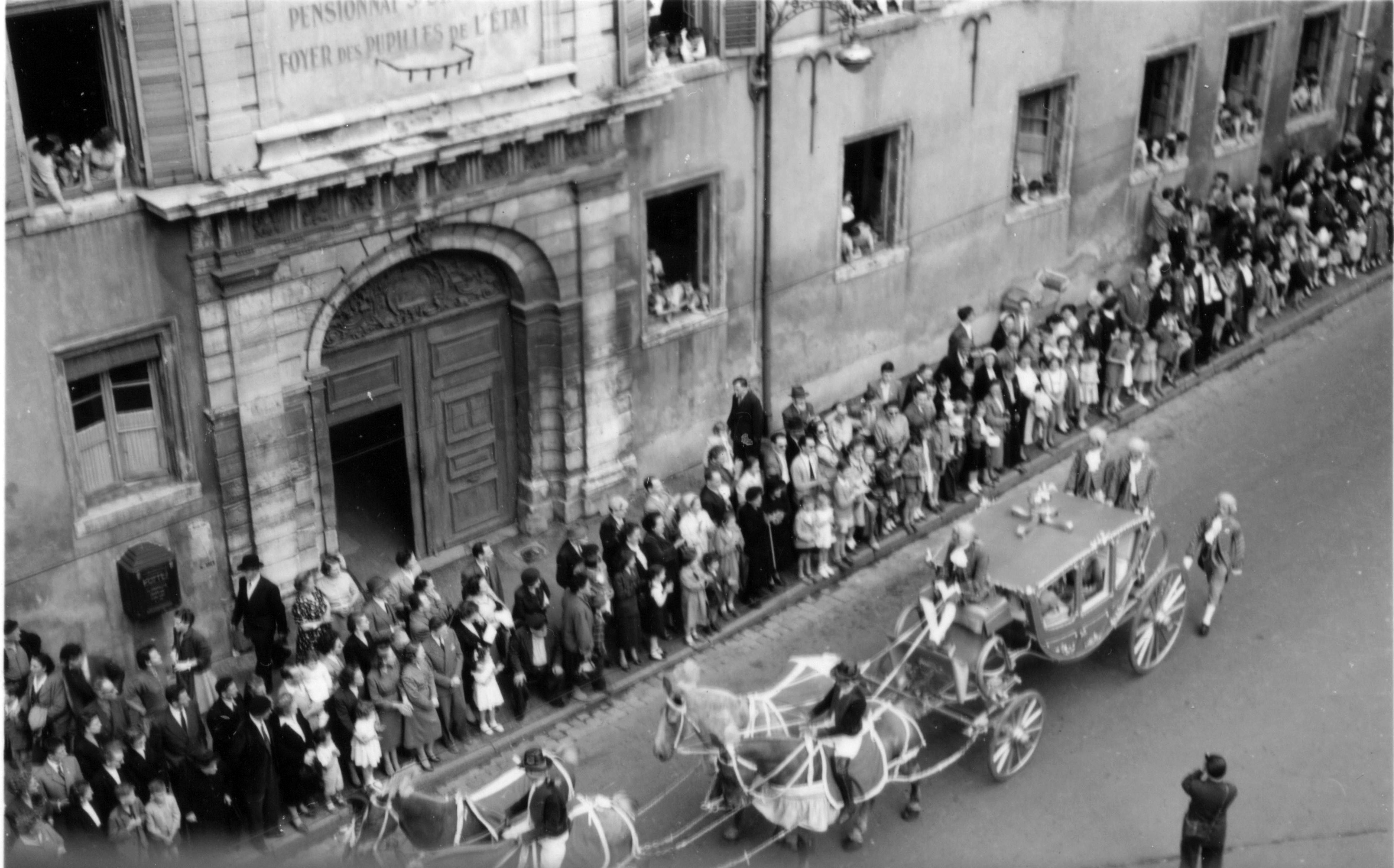
Le cortège du mariage rue Saint-Dizier.

Otto de Habsbourg s'est marié civilement en France, à la mairie de Nancy, le 10 mai 1951 avec la princesse Regina de Saxe-Meiningen (1925 – 2010), fille de Georges III de Saxe-Meiningen-Hildburghausen ; l'acte de mariage le nomme en français : « Son Altesse impériale et royale François Joseph Otto (...) d'Autriche, duc de Lorraine »[réf. nécessaire]. En plus du titre de duc de Lorraine, Otto est parfois titré « duc de Bar » par ses partisans. Ensuite les époux sont allés à l'église Saint-François-des-Cordeliers de Nancy pour le mariage religieux. 
Cinquante ans plus tard, pour célébrer ses noces d'or en mai 2001, le couple s'est de nouveau rendu à Nancy.
De cette union, sept enfants sont issus :
1. Andrea (née en 1953), épouse en 1977 le comte Karl Eugen von Neipperg (né en 1951), apparenté à Adam Albert de Neipperg, le second époux de Marie-Louise d'Autriche, dont postérité ;
2. Monika (née en 1954), épouse en 1980 Luis de Casanova-Cárdenas y Barón (né en 1950), duc de Santangelo, dont postérité ;
3. Michaela (née en 1954), épouse en 1984 Eric Alba Teran d'Antin (1920 – 2004), divorcés, dont postérité, puis en 1994 le comte Hubertus von Kageneck, divorcés en 1998, sans postérité ;
4. Gabriela (née en 1956), épouse en 1978 Christian Meister (né en 1954), divorcés, dont postérité ;
5. Walburga (née en 1958), épouse en 1992 le comte Archibald Douglas (né en 1949), dont postérité ;
6. Karl (né en 1961), actuel prétendant au trône d'Autriche depuis 2007, épouse en 1993 la baronne Francesca Thyssen-Bornemisza (née en 1958), séparés en 2003, divorcés en 2019, dont postérité ;
7. Georg (né en 1964), épouse en 1997 la duchesse Eilika von Oldenburg (née en 1972), dont postérité.

## Œuvres (écrites en français, hongrois et allemand)
- Coutumes et droits successoraux de la classe paysanne et l'indivision des propriétés rurales en Autriche (1935), thèse
- Entscheidung für Europa (1953)
- Problem des Atomzeitalters (1955)
- Soziale Ordnung von morgen (1957)
- Bernhard von Baden (1958)
- Im Frühling der Geschichte (1961)
- Der Ferne Osten ist nicht verloren (1963)
- Européens et Africains — L’entente nécessaire (1963)
- Europa, Großmacht oder Schlachtfeld? (1963)
- Afrika ist nicht verloren (1964)
- Gottes Hand in der Geschichte (1966)
- Karl V. (1967),  (ISBN 3-85002-286-2)
- Politik für das Jahr 2000 (1968)
- Les Transports et l'Europe (1969)
- Bis hierher und weiter (1974)
- Die Heilige Hedwig von Schlesien und unsere Zeit (1974),  (ISBN 3-7008-0126-2)
- La Naissance d’un continent (1975)
- Idee Europa, Angebot der Freiheit (1976)
- Karl IV Ein Europäischer Friedensfürst (1978),  (ISBN 3-87332-003-7)
- Jalta és ami utána következett (1979)
- Europa - Garant der Freiheit (1980)
- Die Reichsidee - Geschichte und Zukunft einer übernationalen Ordnung (1986),  (ISBN 3-85002-228-5)
- Macht jenseits des Marktes. Europa 1992 (1988),  (ISBN 3-85002-267-6)
- Charles Quint, Un empereur pour l'Europe (1999)  (ISBN 2-87386-174-6)
- Igy láttam… (1992)
- Európáért (1992)
- Nicht geschossen ist auch verfehlt (1992)
- Úvahy o Evrope (1993)
- Mémoires d'Europe (1994)  (ISBN 2-7413-0078-X)
- Friedensmacht Europa - Sternstunden und Finsternis (1995),  (ISBN 3-85002-368-0)
- Die Paneuropäische Idee - Eine Vision wird Wirklichkeit (1999),  (ISBN 3-85002-424-5)
- Ein Kampf um Österreich 1938-1945 (2001),  (ISBN 3-85002-460-1)
- Unsere Welt ist klein geworden - Die Globalisierung der Politik (2006),  (ISBN 3-85002-539-X)
- Der Habsburg-Faktor (2007) (Interviewsammlung)

## Titulature et décorations

### Titulature
- 20 novembre 1912 - 21 novembre 1916 : Son Altesse Impériale et Royale l'archiduc et prince impérial Otto d'Autriche, prince royal de Hongrie, de Bohême, de Dalmatie, de Croatie et de Slavonie.
- 21 novembre 1916 - 4 juillet 2011 : Son Altesse Impériale et Royale le prince héritier d'Autriche, de Hongrie, de Bohême et de Croatie.

### Décorations dynastiques
- Grand maître de l'ordre autrichien de la Toison d'or (1922)

### Décorations étrangères

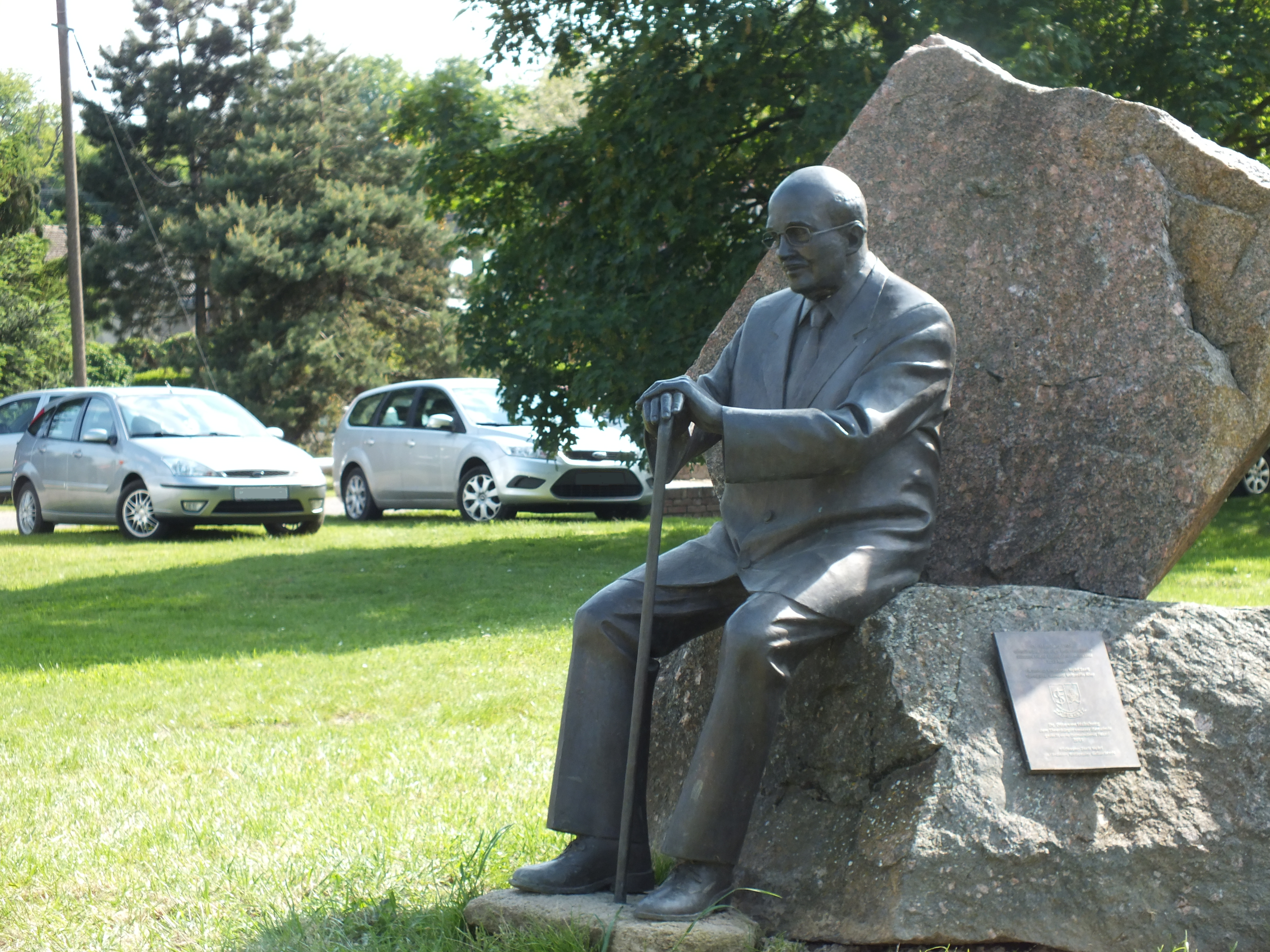
Statue d'Otto de Habsburg à Feked (Hongrie).

- Grand-croix de l’ordre du Mérite de la République fédérale d'Allemagne
- Grand-croix de l'ordre du Roi Tomislav (Croatie)
- Chevalier de l'ordre de la Toison d'or (Espagne)
- Grand-croix de l'ordre de Charles III (Espagne)
- Première classe de l'ordre de la Croix de Terra Mariana (Estonie)
- Grand-croix de l'ordre national de la Légion d'honneur à titre posthume (France)
- Grand-croix de l'ordre royal des Saints-Maurice-et-Lazare (Italie)
- Médaille de l'ordre de la liberté (Kosovo)
- Grand-croix de l'ordre des Trois Étoiles (Lettonie)
- Grand-croix de l'ordre du grand-duc Gediminas (Lituanie)
- Grand-croix de l'ordre du Lion d'or de la maison de Nassau (Luxembourg)
- Grand-croix de l'ordre du Mérite (Hongrie)
- Bailli grand-croix d'honneur et de dévotion de l'ordre souverain de Malte (1932)
- Première classe de l'ordre du Mérite intellectuel (Maroc)
- Grand-croix de l'ordre d'Orange-Nassau (Pays-Bas)
- Grand-croix de l'ordre de l'Immaculée Conception de Vila Viçosa (Portugal)
- Médaille du Grand Leader (Pakistan)
- Grand-croix de l'ordre de Saint Agatha (Saint-Marin)
- Grand-croix de l'ordre de Saint-Grégoire-le-Grand (Vatican)
- Grand-croix de l'ordre du Loup du cercle de Bourgogne.

### Distinctions
- Membre de l'Académie du royaume du Maroc[26].